# Мехмет Окур
Мехмет Окур (тур. Mehmet Okur; Јалова, 26. мај 1979) је бивши турски кошаркаш, а садашњи кошаркашки тренер. Играо је на позицијама крилног центра и центра.

## Успеси

### Клупски
- Детроит пистонси:
  - НБА (1): 2003/04.

### Репрезентативни
- Европско првенство:  2001.

### Појединачни
- НБА Ол-стар меч (1): 2007.